# Juliana Pasha
Juliana Pasha (ur. 20 maja 1980 w Burrel) – albańska wokalistka, zwyciężczyni corocznego krajowego festiwalu muzycznego Festivali i Këngës, reprezentantka Albanii podczas 55. Konkursu Piosenki Eurowizji w 2010 roku.

## Życiorys
Juliana Pasha rozpoczęła swoją karierę muzyczną w 1999 roku występem na Albanian Radio Television Song Contest. Rok później, razem z Vaçe Zelą zdobyła tam nagrodę w kategorii „Najlepsza młoda wokalistka”. W grudniu 2007 roku wzięła udział w największym krajowym festiwalu muzycznym, 46. Festivali i Këngës, w którym zajęła trzecie miejsce w finale z utworem „Një qiell të ri”. Rok później ponownie wystartowała na festiwalu, tym razem zgłaszając się razem z piosenką „Nje jetë”, nagraną w duecie z Luizem Ejllim. Duet awansował do finału, w którym zajął ostatecznie drugie miejsce z 119 punktami na koncie.
W 2009 roku Pasha postanowiła po raz trzeci wziąć udział w Festivali i Këngës, tym razem zgłaszając się do udziału w imprezie z piosenką „Nuk mundem pa ty”. Wokalistka ostatecznie wygrała finał festiwalu z wynikiem 133 punktów, zdobywając tym samym tytuł reprezentantki Albanii podczas 55. Konkursu Piosenki Eurowizji w 2010 roku. Tuż po zwycięstwie w albańskich selekcjach, twórcom jej piosenki zarzucano naruszenie praw autorskich oraz podobieństwo kompozycji m.in. do utworu „Keeps Gettin' Better” Christiny Aguilery oraz „Womanizer” Britney Spears. 25 maja Pasha wystąpiła z dwunastym numerem startowym podczas pierwszego półfinału Konkursu Piosenki Eurowizji z anglojęzyczną wersją utworu – „It’s All About You”, która zapewniła jej awans do finału z 6. miejsca. W rundzie finałowej, który odbył się cztery dni później, artystka zajęła 16. miejsce z dorobkiem 62 punktów. Podczas występów artystce towarzyszył skrzypek Olen Cesari oraz żeński chórek w składzie: Joy Garrison, Glenys Vargas i Desiree Kedjour.
W 2011 roku Pasha wystąpiła jako muzyczny gość specjalny Festivali i Këngës 49, trzy lata później zaśpiewała gościnnie z Marjetą Billo utwór „Dashuria e parë” podczas jednego z koncertów Festivali i Këngës 52.